# 漫道コバヤシ
漫道コバヤシ（まんどうコバヤシ）は、フジテレビONEで放送されているテレビ番組。ケンドーコバヤシが司会を務める漫画専門番組である。略称は「漫コバ」。

## 番組内容
毎回、特定の漫画作品、漫画雑誌、漫画家をテーマに、ケンドーコバヤシがマニアックにそれらを紹介していく。
初回（2012年12月放送）、第2回（2013年3月24日放送）は不定期放送枠であったが、第3回（2013年5月3日放送）よりレギュラー放送（隔月）となる。レギュラー放送になってから、ゲスト出演した漫画家が色紙にケンドーコバヤシの似顔絵を描き（作品のキャラクターを描く作家もいる）、番組に寄贈することが恒例となった。
2023年12月23日、10周年&100回記念特別編が放送された。

### 放送リスト
| 回  | 初回放送日           | タイトル | ゲスト |
| --- | -------------------- | --- | --- |
| 1   | 2012年12月14日（金） | 映画「ONE PIECEFILM Z」公開記念特番創刊4時間1分SP〜公開日またぐまで終わらないワンピース宴〜                                    | 松尾翠、長峯達也、矢尾一樹、渡邉美樹、涌井秀章、森荷葉、有野晋哉、乾たつみ                                    |
| 2   | 2013年3月24日（日）  | 映画「ドラゴンボールZ 神と神」公開記念! 出でよ神龍!! 鳥山明先生、アンケート答えておくれーーーっ!!!!SP                          | 遠藤舞、齋藤孝、山本耕史、武田冬門（3代目担当編集者）、野沢雅子、細田雅弘（監督）、渡辺雄介（脚本）           |
| 3   | 2013年5月3日（金）   | 青春のヤンマガスペシャル | 福本伸行 |
| 4   | 2013年7月28日（日）  | きうちかずひろ先生とハロルド作石先生                                                                                           | きうちかずひろ、ハロルド作石                                                                                  |
| 5   | 2013年9月22日（日）  | 森田まさのり先生 | 森田まさのり                                                                                                  |
| 6   | 2013年11月16日（土） | 桂正和 全仕事 | 桂正和 |
| 7   | 2014年1月11日（土）  | 第1回 漫道コバヤシ漫画大賞2013                                                                                                 | 原泰久 |
| 8   | 2014年3月15日（土）  | 編集部探訪2 ビッグコミックスピリッツ                                                                                           | 花沢健吾、浅野いにお                                                                                          |
| 9   | 2014年4月12日（土）  | ちばてつや全仕事 永久保存版スペシャル                                                                                          | ちばてつや |
| 10  | 2014年6月21日（土）  | 高橋陽一 キャプテン翼大特集 | 高橋陽一 |
| 11  | 2014年8月19日（火）  | デビュー35周年記念 ゆでたまごSP                                                                                                | ゆでたまご |
| 12  | 2014年10月14日（火） | 北斗の拳 究極版完結!原哲夫SP                                                                                                   | 原哲夫 |
| 13  | 2014年12月13日（土） | NARUTO完結!岸本斉史SP | 岸本斉史 |
| 14  | 2015年2月14日（土）  | 第2回 漫道コバヤシ漫画大賞2014                                                                                                 | 真鍋昌平 |
| 15  | 2015年4月14日（火）  | 伝説の編集者鳥嶋和彦さんと週刊少年ジャンプの歴史を学ぼうSP                                                                     | 鳥嶋和彦 |
| 16  | 2015年5月19日（火）  | 「機動戦士ガンダムTHE ORIGIN I 青い瞳のキャスバル」公開記念 安彦良和SP                                                         | 安彦良和 |
| 17  | 2015年6月20日（土）  | 祝!魁!!男塾30周年!宮下あきらSP                                                                                                 | 宮下あきら |
| 18  | 2015年7月21日（火）  | 祝!「ドーベルマン刑事」連載40周年&「ブラック・エンジェルズ」完結30周年! 平松伸二SP                                             | 平松伸二 |
| 19  | 2015年9月15日（水）  | 祝!柔道部物語!30周年記念! 小林まことSP                                                                                         | 小林まこと |
| 20  | 2015年10月30日（金） | グラップラー刃牙シリーズ 板垣恵介SP                                                                                            | 板垣恵介 |
| 21  | 2015年11月16日（月） | グラップラー刃牙シリーズ 板垣恵介SP 青竜編                                                                                     | 板垣恵介 |
| 22  | 2015年12月14日（月） | 画業60周年記念!ゴルゴ13シリーズ さいとう・たかをSP                                                                             | さいとう・たかを                                                                                              |
| 23  | 2016年1月19日（火）  | 漫道コバヤシ漫画大賞2015発表SP!!                                                                                               | 堀越耕平 |
| 24  | 2016年2月26日（金）  | 祝!新連載!藤田和日郎 | 藤田和日郎 |
| 25  | 2016年4月26日（火）  | 編集部探訪シリーズ第三弾「モーニング編集部」                                                                                   | 鈴ノ木ユウ、肥谷圭介、なきぼくろ、鈴木マサカズ                                                                |
| 26  | 2016年5月20日（金）  | 暗殺教室完結!松井優征SP | 松井優征 |
| 27  | 2016年6月30日（金）  | ホラーレジェンド降臨！楳図かずおSP                                                                                             | 楳図かずお |
| 28  | 2016年8月26日（金）  | 新企画始動！マンガ旅新潟編えんどコイチも登場！                                                                                 | えんどコイチ                                                                                                  |
| 29  | 2016年9月23日（金）  | GANTZ:O公開記念 奥浩哉SP | 奥浩哉 |
| 30  | 2016年10月20日（木） | 蔵出し！みやすのんきSP | みやすのんき                                                                                                  |
| 31  | 2016年11月21日（月） | レジェンド降臨！「巨人の星」川崎のぼるSP                                                                                       | 川崎のぼる |
| 32  | 2016年12月17日（土） | 漫道コバヤシ漫画大賞2016 | こざき亜衣 |
| 33  | 2017年1月21日（土）  | 東京ラブストーリー刊行25周年！柴門ふみSP                                                                                       | 柴門ふみ |
| 34  | 2017年2月9日（木）   | 編集部潜入SP ヤングマガジン2017                                                                                                | 荒木光 |
| 35  | 2017年4月14日（金）  | コロコロコミック 創刊40周年記念SP 前編                                                                                         | 沢田ユキオ、高橋名人、和田誠（コロコロコミック編集長）                                                        |
| 36  | 2017年5月14日（日）  | コロコロコミック 創刊40周年記念SP 後編 コロコロレジェンド総登場！                                                              | すがやみつる、のむらしんぼ                                                                                    |
| 37  | 2017年6月25日（日）  | DRAGON QUEST -ダイの大冒険- スペシャル                                                                                         | 三条陸 |
| 38  | 2017年8月30日（水）  | 祝！創刊50周年記念少年ジャンプ展開催 秋本治SP こち編                                                                           | 秋本治 |
| 39  | 2017年9月26日（火）  | 祝！創刊50周年記念少年ジャンプ展開催 秋本治SP 亀編                                                                             | 秋本治 |
| 40  | 2017年10月17日（火） | 祝！よろしくメカドック35周年記念！次原隆二SP                                                                                   | 次原隆二 |
| 41  | 2017年11月30日（木） | レジェンド原作者降臨！武論尊/史村翔SP                                                                                          | 武論尊（史村翔）                                                                                              |
| 42  | 2018年1月31日（水）  | 漫道コバヤシ漫画大賞2017 | 出水ぽすか、白井カイウ                                                                                        |
| 43  | 2018年2月26日（月）  | さだやす圭SP 『ああ播磨灘』『なんと孫六』                                                                                      | さだやす圭 |
| 44  | 2018年3月26日（月）  | 週刊少年ジャンプ展VOL2開催記念 つの丸＆うすた京介                                                                              | つの丸、うすた京介                                                                                            |
| 45  | 2018年4月17日（火）  | こせきこうじSP 山下たろーくん＆やまだたいち                                                                                    | こせきこうじ                                                                                                  |
| 46  | 2018年5月22日（火）  | ミニファミコンジャンプver発売記念！VジャンプとコラボSP ファミコン神拳降臨＋ゆでたまご嶋田先生とキン肉マン マッスルタッグマッチ | ファミコン神拳、ゆでたまご（嶋田隆司）                                                                        |
| 47  | 2018年6月24日（日）  | アフロ田中シリーズ のりつけ雅春スペシャル                                                                                      | のりつけ雅春                                                                                                  |
| 48  | 2018年8月27日（月）  | 週刊少年ジャンプVOL3開催記念「稲垣理一郎」                                                                                     | 稲垣理一郎 |
| 49  | 2018年9月18日（火）  | 作者降臨 ヤンマガレジェンド すぎむらしんいち                                                                                   | すぎむらしんいち                                                                                              |
| 50  | 2018年10月31日（水） | 放送50回記念 浦沢直樹スペシャル 前編                                                                                           | 浦沢直樹 |
| 51  | 2018年11月25日（日） | 放送50回記念 浦沢直樹スペシャル 後編                                                                                           | 浦沢直樹 |
| 52  | 2018年12月23日（日） | 作者降臨 クッキングパパ うえやまとち                                                                                           | うえやまとち                                                                                                  |
| 53  | 2019年1月29日（火）  | 漫道コバヤシ漫画大賞2018 | 石塚真一 |
| 54  | 2019年2月27日（水）  | 作者降臨 渡辺潤「代紋TAKE2」「デガウザー」                                                                                     | 渡辺潤 |
| 55  | 2019年4月30日（火）  | 作者降臨 柴田ヨクサル「エアマスター」「ハチワンダイバー」                                                                      | 柴田ヨクサル                                                                                                  |
| 56  | 2019年5月21日（火）  | 「『闇金ウシジマくん』完結記念SP 真鍋昌平先生降臨！」                                                                          | 真鍋昌平 |
| 57  | 2019年6月30日（日）  | 江川達也 デビュー35周年SP | 江川達也 |
| 58  | 2019年8月27日（火）  | 『無限の住人』TVアニメ化記念SP 沙村広明先生降臨（『波よ聞いてくれ』『ベアゲルター』）                                          | 沙村広明 |
| 59  | 2019年9月17日（火）  | 作者降臨 吉田聡『湘南爆走族』『荒くれKNIGHT』                                                                                  | 吉田聡 |
| 60  | 2019年10月28日（月） | 祝！『はじめの一歩』30周年！森川ジョージSP 1983 - 1995』                                                                       | 森川ジョージ                                                                                                  |
| 61  | 2019年11月3日（日）  | 祝！『はじめの一歩』30周年！森川ジョージSP 1996 – 2019』                                                                       | 森川ジョージ                                                                                                  |
| 62  | 2019年12月27日（金） | 巻来功士「ゴッドサイダー」SP                                                                                                   | 巻来功士 |
| 63  | 2020年1月30日（木）  | 漫道コバヤシ漫画大賞2019「ハコヅメ〜交番女子の逆襲〜」                                                                         | 泰三子 |
| 64  | 2020年3月19日（木）  | 祝！週刊ヤングジャンプ創刊40周年SP／二宮裕次『BUNGO -ブンゴ-』                                                                 | 二宮裕次 |
| 65  | 2020年4月27日（月）  | 祝！『怨み屋本舗』連載20周年！栗原正尚                                                                                         | 栗原正尚 |
| 66  | 2020年5月25日（月）  | 新作DVD発売記念SP | |
| 67  | 2020年6月20日（土）  | 作者降臨 森恒二『ホーリーランド』『自殺島』『創世のタイガ』『無法島』                                                          | 森恒二 |
| 68  | 2020年7月21日（火）  | 作者降臨 江口寿史『すすめ!!パイレーツ』『ストップ!! ひばりくん!』                                                              | 江口寿史 |
| 69  | 2020年9月22日（火）  | 作者降臨 若杉公徳『デトロイト・メタル・シティ』『みんな!エスパーだよ!』『明日のエサ キミだから』                               | 若杉公徳 |
| 70  | 2020年10月28日（水） | 作者降臨 大久保篤『炎炎ノ消防隊』『ソウルイーター』                                                                            | 大久保篤 |
| 71  | 2020年11月30日（月） | こざき亜衣先生 あさひなぐ完結SP                                                                                                | こざき亜衣 |
| 72  | 2020年12月12日（土） | ビッグコミックスピリッツ創刊40周年SP with ホイチョイ・プロダクションズ 馬場康夫監督                                            | 馬場康夫 |
| 73  | 2020年12月19日（土） | 漫道コバヤシ The LIVE！〜今夜決定！漫道大賞発表〜 【生放送】                                                                   | - 進行：三宅正治アナウンサー - スタジオおよびオンライン出席：うえやまとち、大久保篤、オジロマコト、こざき亜衣 |
| 74  | 2021年1月30日（土）  | 漫道コバヤシ漫画大賞2020 グランプリ 芥見下々『呪術廻戦』 -蒼-                                                                  | 芥見下々 |
| 75  | 2021年2月27日（土）  | 漫道コバヤシ漫画大賞2020 グランプリ 芥見下々『呪術廻戦』 -赫-                                                                  | 芥見下々 |
| SP  | 2021年4月19日（月）  | 『BEASTARS』板垣巴留先生降臨！                                                                                                 | 板垣巴留 |
| 76  | 2021年5月24日（月）  | 『覚悟のススメ』『シグルイ』山口貴由先生降臨！                                                                                 | 山口貴由 |
| 77  | 2021年7月24日（土）  | 『地雷震』『爆音列島』高橋ツトム先生降臨！                                                                                     | 高橋ツトム |
| 78  | 2021年8月22日（日）  | 『バンビ〜ノ!』『寿エンパイア』せきやてつじ先生降臨！                                                                          | せきやてつじ                                                                                                  |
| 79  | 2021年9月27日（月）  | がんばれ元気連載45周年記念 小山ゆうSP 元気編                                                                                   | 小山ゆう |
| 80  | 2021年10月23日（土） | がんばれ元気連載45周年記念 小山ゆうSP あずみ編                                                                                 | 小山ゆう |
| 81  | 2021年11月22日（月） | 『宮本から君へ』『ザ・ワールド・イズ・マイン』新井英樹先生降臨!                                                                | 新井英樹 |
| 82  | 2021年12月24日（金） | 祝！『グラゼニ』連載10周年！森高夕次先生・足立金太郎先生降臨！                                                                 | 森高夕次、足立金太郎                                                                                          |
| 83  | 2022年1月25日（火）  | 漫道コバヤシ漫画大賞2021「チ。-地球の運動について-」                                                                           | 魚豊 |
| 84  | 2022年2月26日（土）  | 双亡亭壊すべし 完結記念SP | 藤田和日郎 |
| SP  | 2022年4月25日（月）  | 春の特別版2022 二宮正明『ガンニバル』                                                                                          | 二宮正明 |
| 85  | 2022年5月30日（月）  | 『バトルスタディーズ』なきぼくろ先生降臨！                                                                                     | なきぼくろ |
| 86  | 2022年6月22日（月）  | 『デッドデッドデーモンズデデデデデストラクション』浅野いにお先生降臨！                                                         | 浅野いにお |
| 87  | 2022年7月27日（水）  | 『RAINBOW-二舎六房の七人-』柿崎正澄先生降臨！                                                                                  | 柿崎正澄 |
| 88  | 2022年9月26日（月）  | 『彼岸島』松本光司先生降臨！                                                                                                   | 松本光司 |
| 89  | 2022年10月24日（月） | 松本光司先生降臨『彼岸島』2012〜2022                                                                                           | 松本光司 |
| 90  | 2022年11月28日（月） | 『富江』『うずまき (漫画)』伊藤潤二先生降臨！                                                                                  | 伊藤潤二 |
| 91  | 2023年1月28日（土）  | 漫道コバヤシ漫画大賞2022「君は放課後インソムニア」                                                                             | オジロマコト                                                                                                  |
| 92  | 2023年3月16日（木）  | 機動警察パトレイバー 誕生35周年記念SP                                                                                          | ゆうきまさみ                                                                                                  |
| SP  | 2023年3月25日（土）  | 漫道コバヤシ10周年公開収録SP「ケンコバ・くっきー！の漫道王国」                                                                 | - 進行：くっきー!（野性爆弾）、横山由依 - ゆでたまご 原作担当・嶋田隆司、バカリズム、川島明（麒麟）           |
| 93  | 2023年3月28日（火）  | 善悪の屑 ＆ 外道の歌 完結記念SP                                                                                                | 渡邊ダイスケ                                                                                                  |
| 94  | 2023年4月26日（水）  | 『ヴィンランド・サガ』幸村誠先生降臨！                                                                                         | 幸村誠 |
| 95  | 2023年5月22日（月）  | 三条陸先生降臨＆編集部訪問SP 集英社編                                                                                          | 三条陸 |
| 96  | 2023年6月28日（水）  | 『ひらやすみ』真造圭伍先生降臨！                                                                                               | 真造圭伍 |
| 97  | 2023年7月27日（木）  | 「特攻の拓」佐木飛朗斗先生降臨！                                                                                               | 佐木飛朗斗 |
| 98  | 2023年9月25日（月）  | 『重版出来！』完結記念SP！松田奈緒子先生降臨！                                                                                 | 松田奈緒子 |
| 99  | 2023年10月27日（金） | 『リクドウ』松原利光先生降臨！                                                                                                 | 松原利光 |
| 100 | 2023年12月23日（土） | 祝！10周年＆放送100回突破 似顔絵を一気見しながら振り返るSP                                                                     | |
| 101 | 2024年1月27日（土）  | 漫道コバヤシ 漫画大賞2023 | 宮崎周平 |
| 102 | 2024年2月28日（水）  | 宮下暁「ROPPEN」＆鍋倉夫「路傍のフジイ」                                                                                       | 宮下暁、鍋倉夫                                                                                                |
| 103 | 2024年3月27日（水）  | 迫稔雄先生降臨！『バトゥーキ』完結記念SP                                                                                       | 迫稔雄 |
| 104 | 2024年5月27日（月）  | 『ドラフトキング』『ベー革』クロマツテツロウ先生降臨！                                                                         | クロマツテツロウ                                                                                              |
| 105 | 2024年6月24日（月）  | 『THE3名様』石原まこちん先生降臨！                                                                                             | 石原まこちん                                                                                                  |
| 106 | 2024年7月22日（月）  | 『アンダーニンジャ』花沢健吾先生 生誕50年＆デビュー20年SP                                                                      | 花沢健吾 |
| 107 | 2024年8月26日（月）  | かわぐちかいじ先生『沈黙の艦隊』SP                                                                                             | かわぐちかいじ                                                                                                |
| 108 | 2024年9月23日（月）  | 『六三四の剣』村上もとか先生降臨！                                                                                             | 村上もとか |
| 109 | 2024年10月28日（月） | 編集部訪問SP ヤングマガジン2024                                                                                                | 武田スーパー、原克玄                                                                                          |
| 110 | 2024年12月23日（月） | 『満州アヘンスクワッド』門馬司先生、鹿子先生降臨！                                                                             | 門馬司、鹿子                                                                                                  |
| 111 | 2025年1月29日（水）  | 漫道コバヤシ 漫画大賞2024 | 濱田轟天、瀬下猛                                                                                              |
| 112 | 2025年2月23日（日）  | 祝！『ドンケツ』実写化記念SP たーし先生降臨！                                                                                  | たーし |
| 113 | 2025年3月24日（月）  | 祝！『レッドブルー』実写ドラマ記念SP 波切敦先生降臨！                                                                          | 波切敦 |
| 114 | 2025年5月26日（月）  | 『EVOL』カネコアツシ先生降臨！                                                                                                 | カネコアツシ                                                                                                  |
| 115 | 2025年6月23日（月）  | 編集部訪問シリーズ ヤングジャンプ編集部訪問SP                                                                                  | 赤坂アカ、あおいくじら、市川ヒロミ、沖尚樹                                                                    |
| 116 | 2025年7月28日（月）  | 編集部訪問シリーズ ヤンマガ45周年編集部訪問 2025                                                                               | 福本伸行、三田紀房                                                                                            |

## 地上波スペシャル
好評のため、不定期に深夜枠で地上波放送されている。
| 回 | 放送日（フジテレビ）                       | タイトル                                               | 備考                                                              |
| -- | ------------------------------------------ | ------------------------------------------------------ | ----------------------------------------------------------------- |
| 1  | 2013年4月27日（土）                        | 映画「ドラゴンボールZ 神と神」公開記念!出でよ神龍!! SP | 第2回を地上波版に再編集して放送                                   |
| 2  | 2015年4月24日（金） 再・2015年5月8日（金） | 映画「ドラゴンボールZ 復活の「F」」公開記念!地上波SP   | 第15回をドラゴンボールをメインに再編集、 未公開シーンも加えて放送 |

## Web配信
フジテレビオンデマンドで過去回の有料配信をするのにあわせ、5分程度の放送回のダイジェスト、独自企画を1年の期間限定で無料配信している。
| 回 | 配信開始日    | タイトル                                           | 備考 |
| -- | ------------- | -------------------------------------------------- | ---- |
| 1  | 2016年1月19日 | 漫道コバヤシ漫画大賞2015発表SP!! FODダイジェスト版 |      |
| 2  | 2016年3月4日  | 漫道コバヤシ 漫画大賞2016への道〜少年誌編〜        |      |
| 3  | 2016年3月18日 | 漫道コバヤシ 漫画大賞2016への道〜青年誌編〜        |      |
| 4  | 2016年5月13日 | 漫道コバヤシ 漫画大賞2016への道〜少年誌編〜第2回   |      |
| 5  | 2016年5月20日 | 漫道コバヤシ 漫画大賞2016への道〜青年誌編〜第2回   |      |
| 6  | 2016年5月26日 | 漫道コバヤシ 漫画大賞2016への道〜少年誌編〜第3回   |      |

## DVD
- 2014年11月19日にDVDが3巻発売された[38]。DVD第1巻は第3回・第4回放送分、DVD第2巻は第5回・第6回放送分、DVD第3巻は第7回・第8回放送分が収録されている[38]。特典映像として、みやすのんきとの対談を各巻に収録[38]。

### 一覧
- 漫道コバヤシ 巻一（2014年11月19日[38]、よしもとアール・アンド・シー）
- 漫道コバヤシ 巻二（2014年11月19日[38]、よしもとアール・アンド・シー）
- 漫道コバヤシ 巻三（2014年11月19日[38]、よしもとアール・アンド・シー）

## スタッフ
- プロデューサー：古賀隆介
- 企画構成：樋口愛
- 構成：戸田倫彰
- ブレーン：酒井健作
- CAM：輿水卓、陣尾博幸
- VE：八尋伸
- 音響効果：若林雄二
- 編集：村岡剛
- MA：松岡洋一
- 技術協力：フジ・メディア・テクノロジー、オムニバスジャパン、東京オフラインセンター、MARUSA
- 美術プロデューサー：内藤佳奈子
- 美術デザイン： 楠川浩之
- 演出：増田真也

## 漫道コバヤシ漫画大賞
2013年に設立された、本番組で毎年開催されている漫画賞。ケンドーコバヤシが独断と偏見で選んでいる。
| 年   | 回     | 作品                       | 作者                               |
| ---- | ------ | -------------------------- | ---------------------------------- |
| 2013 | 第1回  | キングダム                 | 原泰久                             |
| 2014 | 第2回  | 闇金ウシジマくん           | 真鍋昌平                           |
| 2015 | 第3回  | 僕のヒーローアカデミア     | 堀越耕平                           |
| 2016 | 第4回  | あさひなぐ                 | こざき亜衣                         |
| 2017 | 第5回  | 約束のネバーランド         | 原作：白井カイウ・作画：出水ぽすか |
| 2018 | 第6回  | BLUE GIANT SUPREME         | 石塚真一                           |
| 2019 | 第7回  | ハコヅメ〜交番女子の逆襲〜 | 泰三子                             |
| 2020 | 第8回  | 呪術廻戦                   | 芥見下々                           |
| 2021 | 第9回  | チ。-地球の運動について-   | 魚豊                               |
| 2022 | 第10回 | 君は放課後インソムニア     | オジロマコト                       |
| 2023 | 第11回 | 僕とロボコ                 | 宮崎周平                           |
| 2024 | 第12回 | 平和の国の島崎へ           | 原作：濱田轟天、漫画：瀬下猛       |